# Atzerath
Atzerath is een gehucht in Lommersweiler, deelgemeente van de stad Sankt Vith in de Belgische provincie Luik.
Het gehucht ligt zes kilometer ten noordoosten van het dorpscentrum van Lommersweiler en 6,5 kilometer ten oosten van het stadscentrum van Sankt Vith. Atzerath ligt met de gehuchten Setz, Mackenbach en Heuem in het dal op de noordelijke oever van de Our, op een noordoostelijke uitloper van het grondgebied van Lommersweiler.

## Geschiedenis
Op de Ferrariskaart uit de jaren 1770 is hier een gehuchtje Atzeroth weergegeven, aan de oever van de Our die hier toen de grens vormde tussen het Hertogdom Luxemburg, waarin Atzerath lag, en het Keurvorstendom Trier.
Op het eind van het ancien régime, toen tijdens de Franse bezetting eind 18de eeuw de gemeenten werden gecreëerd, werd het gehucht ondergebracht in de gemeente Lommersweiler. Na de Franse bezetting ging het gebied naar Pruisen.
Na de Eerste Wereldoorlog werd de plaats met de Oostkantons bij België aangehecht.
Bij de gemeentelijke fusies van 1977 kwam Atzerath met Lommersweiler bij de gemeente Sankt Vith.

## Verkeer en vervoer
Atzerath ligt aan de N626 tussen Sankt Vith en Schönberg.
Deelgemeenten: Crombach · Lommersweiler · Recht · Sankt Vith · Schönberg

Overige kernen: Alfersteg · Amelscheid · Andler · Atzerath · Breitfeld · Eiterbach · Emmels (Nieder-Emmels · Ober-Emmels) · Galhausen · Heuem · Hinderhausen · Hünningen · Mackenbach · Neidingen · Neubrück · Neundorf ·  Rödgen · Rodt · Schlierbach · Setz · Steinebrück · Wallerode · Weppeler · Wiesenbach

Belgische gemeenten · Duitstalige Gemeenschap · Arrondissement Verviers · Luik · Wallonië